# سرج (مراغة)
سرج هي قرية في مقاطعة مراغة، إيران. عدد سكان هذه القرية هو 1,271 في سنة 2006.